# Бабич Андрій Федорович
Андрій Федорович Ба́бич (29 грудня 1921, Охтирка — 16 травня 2018, Торонто) — канадський живописець, декоратор, громадський і мистецький діяч українського походження; член Спілки образотворчих митців у Зальцбурзі з 1947 року, Літературно-мистецького товариства «Козуб» в Торонто у 1955—1996 роках (у 1985—1996 роках — його голова), Української спілки образотворчих мистців Канади у 1960—2018 роках (у 1994—2002 роках — його голова); Об'єднання пастелістів Онтаріо з 1986 року, Спілки мистців Канади та Об'єднання онтарійських мистців з 1987 року, Спілки портретистів Америки з 1999 року.

## Життєпис
Народився 29 грудня 1921 року в місті Охтирці (нині Сумська область, Україна). Початкову мистецьку освіту отримав у професора Василя Чернова в Охтирці. Закінчив педагогічний технікум, працював вчителем на Галичині.
Під час німецько-радянської війни потрапив у полон і протягом 1942—1945 років перебував у таборах для полонених в Німеччині. Після закінчення війни був звільнений і переїхав до Австрії, де упродовж 1945—1948 років жив у таборі переміщених осіб в Інсбруці, у 1946—1948 роках вивчав мистецтво в Інсбруцькому університеті Леопольда і Франца, був учнем Петра Андрусева та Михайла Кміта.
З 1948 року в Канаді, де у 1948—1949 роках працював шахтарем у копальні золота в Бірдморі поблизу Тандер-Бея. Опісля переїхав до Торонто, де багато років працював декоратором кінотеатрів компанії «Феймос Плеєрс» по всій Канаді; водночас відвідував вечірні курси мистецтва у Центральній технічній школі, у 1953—1958 роках навчався Онтарійському коледжі мистецтв у Торонто, слухав вечірні курси історії мистецтва в Університеті Торонто.
Помер в Торонто 16 травня 2018 року. Похований на Українському цвинтарі святого Володимира у місті Оквіллі (секція 3C, могила 532).

### Родина
- Дружина Анна (дошлюбне прізвище — Семенюк; 1922—1995[5]), взяв шлюб у 1945 році. У родині було четверо дітей[2].
- Дочка Ольга Задорожня опікується картинами батька, онук Маркіян Задорожній — майстернею діда[2].

## Творчість
Працював у галузі станкового живопису, писав портрети, сільські пейзажі у постімпресіоністичному стилі, натюрморти. Використовував техніки олійного живопису, пастелі. Серед робіт:
- «Зимовий пейзаж» (1980);
- «Анна» (1980);
- «Портрет Віри»;
- «Збір картоплі»;
- «Автопортрет»;
- «Дівчина в береті»;
- «Портрет в синьому»;
- «Портрет в зеленому»;
- «Портрет дівчини»;
- «Перед бурею»;
- «В парку»;
- «Краєвид з деревами»;
- «Гра на флейті»;
- «У студії»;
- «Краєвид» (1981);
- «Водоспад Бурлей» (1987);
- «Бездомний» (1990);
- «Натюрморт із квітами» (1995);
- «Замріяна» (1997);
- «Перший сніг» (2014).

Брав участь у художніх виставках у Брегенці (Австрія) у 1947 році, Німеччині у 1947—1950 роках, Сполучених Штатах Америки та Канаді, зокрема у Детройті у 1960 і 1996 роках, Нью-Йорку у 1974 році, Торонто у 1960, 1974, 1982, 1984—1986, 1994—2016 роках, Воррені (Мічиган) у 1987 році, Вінніпезі у 2015 році; Києві у 1994 році. 1987 року у Торонто, в галереї Канадсько-української мистецької фундації, відбулась його перша персональна виставка. Також персональні виставки провів у Торонто у 2001, 2009 роках, Ніагара-он-да-Лейк у 2007 році.
Переважна більшість картин зберігається у галереї на вулиці Клінтон у Торонто, якою опікується його донька. Також його роботи є у збірках у Парижі, Нью-Йорку, Чикаго й Торонто.

## Відзнаки[2]
- Спеціальна відзнака Інтернаціональної асоціації товариств пастелістів (1997, Канзас-Сіті, США; за пастель «Замріяна»);
- Нагорода журі на виставці Об'єднання онтарійських мистців (1999; за картину «Гітарист»);
- Звання «Майстер пастельної техніки» на Третьому з'їзді-бієнале (1999, Альбукерке, США).

## У мистецтві
Графік Микола Бондаренко створив портрет Андрія Бабича, який надрукований в альбомі «Корінням із Сумщини».